# Романцево (Рыбновский район)
Романцево — деревня в Рыбновском районе Рязанской области. Входит в Истобниковское сельское поселение.

## География
Находится в западной части Рязанской области на расстоянии приблизительно 6 км на север по прямой от железнодорожного вокзала в городе Рыбное.

## История
Показана была еще на карте 1797 года. На карте 1850 года показана как поселение с 13 дворами. В 1859 году здесь (тогда деревня Рязанского уезда Рязанской губернии) было учтено 13 дворов, в 1897 — 38.

## Население
Численность населения: 151 человек (1859 год), 197 (1897), 157 в 2002 году (русские 82 %), 152 в 2010.